# لیگ قهرمانان خلیج بیست و چهارم
لیگ قهرمانان خلیج بیست و چهارم بیست و چهارمین دوره مسابقات باشگاهی خلیج برای باشگاه‌های کشورهای شورای همکاری خلیج فارس بود.

## شرکت گنندگان
- النجمه
- المحرق
- القادسیه
- السالمیه
- النهضه
- ظفار
- الخور
- الاهلی
- النصر

باشگاه‌های انصراف داده
- ام صلال، انصراف داد
- نمایندگان امارات وارد مسابقات نشدند

## گروه A
| تیم      | ب | پ | ت | ب | گ‌ز | گ‌خ | ت‌گ  | ام |
| -------- | - | - | - | - | -- | -- | --- | -- |
| القادسیه | ۴ | ۳ | ۱ | ۰ | ۱۱ | ۱  | +۱۰ | ۱۰ |
| النصر    | ۴ | ۲ | ۱ | ۱ | ۵  | ۳  | +۲  | ۷  |
| المحرق   | ۴ | ۱ | ۳ | ۰ | ۴  | ۲  | +۲  | ۶  |
| الخور    | ۴ | ۰ | ۲ | ۲ | ۳  | ۱۰ | –۷  | ۲  |
| النهضه   | ۴ | ۰ | ۱ | ۳ | ۲  | ۹  | –۷  | ۱  |

| القادسیه | ۱–۰ | النصر  |
| المحرق   | ۲–۰ | النهضه |
| القادسیه | ۵–۰ | الخور  |
| المحرق   | ۰–۰ | النصر  |
| الخور    | ۱–۱ | النهضه |
| القادسیه | ۱–۱ | المحرق |
| النهضه   | ۱–۲ | النصر  |
| الخور    | ۱–۱ | المحرق |
| القادسیه | ۴–۰ | النهضه |
| النصر    | ۳–۱ | الخور  |

## گروه B
| تیم      | ب | پ | ت | ب | گ‌ز | گ‌خ | ت‌گ | ام |
| -------- | - | - | - | - | -- | -- | -- | -- |
| الاهلی   | ۳ | ۲ | ۱ | ۰ | ۵  | ۱  | +۴ | ۷  |
| السالمیه | ۳ | ۲ | ۰ | ۱ | ۶  | ۵  | +۱ | ۶  |
| ظفار     | ۳ | ۱ | ۰ | ۲ | ۴  | ۷  | –۳ | ۳  |
| النجمه   | ۳ | ۰ | ۱ | ۲ | ۲  | ۴  | –۲ | ۱  |

| ظفار     | ۱–۰ | النجمه   |
| الاهلی   | ۱–۰ | السالمیه |
| الاهلی   | ۰–۰ | النجمه   |
| السالمیه | ۳–۲ | ظفار     |
| السالمیه | ۳–۲ | النجمه   |
| الاهلی   | ۴–۱ | ظفار     |

## نیمه نهایی

### بازی رفت
| النصر | صعود به فینال | الاهلی |
| ----- | ------------- | ------ |
|       |               |        |

| السالمیه | ۳–۴ | القادسیه |
| -------- | --- | -------- |
|          |     |          |

### بازی برگشت
| الاهلی | صعود به فینال | النصر |
| ------ | ------------- | ----- |
|        |               |       |

| القادسیه | لغو شد۱ | السالمیه |
| -------- | ------- | -------- |
|          |         |          |

۱ مسابقات باشگاه‌های کویتی به دلیل تعلیق عضویت فدراسیون فوتبال کویت توسط فیفا لغو شد. بنابراین، بازی برگشت بین تیم‌های کویتی لغو شد و بازی نیمه نهایی دیگر که شامل تیم‌های باشگاهی عربستان سعودی بود، به عنوان بازی فینال برگزار شد.

## فینال
| الاهلی     | ۱–۰ | النصر |
| ---------- | --- | ----- |
| الراهب ۳۵' |     |       |

| النصر | ۰–۲ | الاهلی                   |
| ----- | --- | ------------------------ |
|       |     | الراهب ۶۸' · الخراشی ۸۰' |

## قهرمان
| قهرمان لیگ قهرمانان خلیج ۲۰۰۸ |
| ----------------------------- |
| عربستان سعودی                 |
| الاهلی سومین عنوان            |